# 望郷じょんから
『望郷じょんから』（ぼうきょうじょんから）は、1985年8月21日に発売された細川たかしの27枚目のシングル。

## 解説
- 作詞は里村龍一、作曲は浜圭介。歌詞は、上京した者が故郷の津軽地方（青森県）に思いをはせる、という内容。細川の得意とするハイトーンが全体的に使われており、民謡調のパートもある。
- 2005年の「スキウタ〜紅白みんなでアンケート〜」では、95位にランクインした。
- 『NHK紅白歌合戦』でも、第36回、第46回、第51回、第60回、第72回と、5回歌唱されている。第46回では、大トリを務めた。

## 収録曲
- 両楽曲共に、作詞：里村龍一

1. 望郷じょんから（4分10秒）
作曲：浜圭介／編曲：桜庭伸幸
2. お前を一人に出来ないよ（4分19秒）
作曲：大川健／編曲：佐伯亮

## カバー
- 香西かおり（1999年、アルバム『綴織百景7 望郷』）
- TAKAMICHI（2001年、アルバム『TAKAMICHI-ONE〜浜圭介ワールド+2…?』）
- キム・ヨンジャ（2002年、アルバム『旅情演歌名曲選』）
- 大城バネサ（2004年、アルバム『VANESA〜鴎も飛ばない海だよ〜』）
- 島津亜矢（2005年、アルバム『島津亜矢 BS日本のうたIII』）
- 西方裕之（2005年、アルバム『西方裕之ベスト』）
- 石原詢子（2009年のアルバム『日本名曲集』、2014年のCD-BOX『石原詢子 時代のうた』）
- What's Love?（2010年、アルバム『昭和残響伝』）
「望郷じょんから with DJ 吉沢 dynamite.jp feat.BUN BUN the MC」
- 福田こうへい（2013年、アルバム『響〜南部蝉しぐれ〜』）
- 西尾夕紀（2013年、アルバム『西尾夕紀 プレミアム・ベスト2013』）
- 杜このみ（2014年、アルバム『いろはにほへと』）
- 葵かを里（2014年、アルバム『葵かを里全曲集〜保津川ふたり〜』）
- 最上川司（2015年、アルバム『奥の唄道』）
- ティーナ・カリーナ（2017年、アルバム『ひとり昭和歌謡祭 ベストアルバム』）
- 永井裕子（2018年、アルバム『いろどり』）
- 瀬口侑希（2019年、アルバム『デビュー20周年記念アルバム 〜あなたに贈る愛の歌〜』）
- 松阪ゆうき（2021年、アルバム『ファースト・アルバム 〜遥かな人よ』）